# Arelid
Arelid eller Arlid är en by i Långareds socken i Alingsås kommun, belägen väster om sjön Anten och med en hållplats vid Anten–Gräfsnäs Järnväg

## Omgivning
Omgivningarna domineras av ett öppet odlingslandskap i sluttningen på sjön Antens västra sida. Järnvägsspåret leder här nära intill sjökanten med hållplatsen belägen på ett backkrön. Den omgivande, och i huvudsak välbevarade bebyggelsen består av några äldre jordbruksfastigheter, representativa för den västsvenska byggnadstraditionen, samt en handelsträdgård. I omgivningarna finns också en del äldre sommarvillor, till exempel det gamla Arelidhemmet, uppförda bland andra av välbärgade Göteborgare vid 1900-talets början. Genom järnvägens tillkomst skapades förutsättningar för mycket av den sommarbebyggelse som vuxit fram längs Antens västra strand, från Arelid i söder till Gräfsnäs i norr. Här finns exempel från enklare sport- och sommarstugor till mer påkostade villor.

## Arelid hållplats
Arelid representerar den minsta typen av hållplatser som fanns längs Västgötabanan. Själva hållplatskuren är enkelt utformad med en regelstomme täckt av faluröd locklistpanel, vitmålade knutar och fönsteröppningar. Pulpettaket är täckt med papp. På motsatt sida spåret finns en så kallad ”plåtstins”, en vridbar skylt som använts för att ge tecken till tågen om önskad påstigning. Alldeles söder om hållplatskuren korsas spåren av en mindre grusväg och söder om denna finns en liten perronguppbyggnad av trä. Ytterligare en bit söderut finns en backe ned mot raksträckan norr om Humlebo. Hållplatsen tillkom 1932  och ersatte de två tidigare hållplatslägena för norr- respektive sydgående tåg. Tidigare stannade endast norrgående tåg på den befintliga hållplatsen vid Arelid. Sydgående tåg stannade istället vid ett hållplatsläge mitt i backen. Orsaken var att ångloken hade svårt att komma igång i det starka motlut som finns på båda sidor om backkrönet. Den enkla väntkuren fick sitt nuvarande utseende ca 1950.
Arelids hållplats tillmäts ett viktigt kulturhistoriskt värde både som enskild miljö och som del av Anten-Gräfsnäs järnväg som helhet. Genom sin välbevarade utformning utgör den en god representant av den minsta typen av hållplatser som har funnits längs våra järnvägar. Som kategori utgör den också ett bra komplement till den övriga järnvägsmiljön längs järnvägen. Förstärkande värden är den omgivande miljön med välbevarad bebyggelse i ett öppet odlingslandskap. 